# Tatra T1
De T1 is een tram geproduceerd door de Tsjechoslowaakse tramproducent Tatra.

## Algemeen
In 1951 werd een prototype gebouwd dat uitvoerig getest is in Praag. Dit prototype droeg het nummer 5001 en bevindt zich tegenwoordig in het Praagse trammuseum. Van de T1 zijn tussen 1952 en 1958 287 wagens gebouwd. Hiervan zijn er twee naar Warschau geëxporteerd en twintig naar Rostov aan de Don in de Sovjet-Unie. De T1 stond model voor de Poolse Konstal 13N, dat nagenoeg een kopie is van de Tatra T1.

## Technisch
In de T1 wordt gebruikgemaakt van de Amerikaanse PCC-technologie met een door pedalen op afstand bediende accelerator en rubbergeveerde wielen. In tegenstelling tot de Amerikaanse PCC-car bleef er steeds een ontvanger op de tram.

## Leveringen
| Staat                | Stad              | Type | Leveringsjaars | Aantal | Nummers   |
| -------------------- | ----------------- | ---- | -------------- | ------ | --------- |
| Sovjet-Unie          | Rostov aan de Don | T1   | 1957           | 20     | 301-320   |
| Tsjecho-Slowakije    | Košice            | T1   | 1956-1958      | 11     | 201-211   |
| Tsjecho-Slowakije    | Most–Litvínov     | T1   | 1957-1958      | 34     | 201-234   |
| Tsjecho-Slowakije    | Olomouc           | T1   | 1957-1958      | 10     | 101-110   |
| Tsjecho-Slowakije    | Ostrava           | T1   | 1955-1957      | 44     | 501–544   |
| Tsjecho-Slowakije    | Pilsen            | T1   | 1955-1957      | 33     | 101–133   |
| Tsjecho-Slowakije    | Praag             | T1   | 1951-1956      | 133    | 5001-5133 |
| Volksrepubliek Polen | Warschau          | T1   | 1955           | 2      | 501, 502  |
| Som:                 | Som:              | Som: | Som:           | 287    |           |

## Historische wagens
- Tsjechië:
  - Brno: Praagse tram nummer 5064
  - Ostrava: tram nummer 528
  - Pilsen: tram nummer 121
  - Praag: prototypen nummer 5001 en 5002

- Slowakije:
  - Košice: voertuig 203